# Canton (Missouri)
Pour les articles homonymes, voir Canton (homonymie).
Canton est une ville du comté de Lewis, dans le Missouri, aux États-Unis,. Située à l'est du comté, elle est fondée en 1830, baptisée en référence à la ville de Canton dans l'Ohio et incorporée en 1916.

## Démographie
Lors du recensement de 2010, la ville comptait une population de 2 377 habitants. Elle est estimée, en 2016, à 2 377 habitants.

### Source de la traduction
- (en) Cet article est partiellement ou en totalité issu de l’article de Wikipédia en anglais intitulé « Canton, Missouri » (voir la liste des auteurs).